# Saint-Germain-des-Prés (Loiret)
Saint-Germain-des-Prés é uma comuna francesa na região administrativa do Centro, no departamento Loiret. Estende-se por uma área de 26,18 km². Em 2010 a comuna tinha 1 932 habitantes (densidade: 73,8 hab./km²).